# فرانسيسكو كابانياس
فرانسيسكو كابانياس (بالإسبانية: Francisco Cabañas)‏ كان ملاكم محترف مكسيكي. سبق أن شارك في دورة الألعاب الأولمبية الصيفية سنة 1932 وحقق الميدالية الفضية فيها.

## إحصائيات
خاض خلال مسيرته 2 نزالا وخسر في 1. فاز بالضربة القاضية في 1 نزالا.

## الميداليات
| الميدالية | المسابقة                       |
| --------- | ------------------------------ |
| فضية      | الألعاب الأولمبية الصيفية 1932 |

## روابط خارجية
- فرانسيسكو كابانياس على موقع بوكس ريك (الإنجليزية) (registration required)
- فرانسيسكو كابانياس على موقع اللجنة الأولمبية الدولية (الإنجليزية)
- فرانسيسكو كابانياس على موقع أوليمبيديا (الإنجليزية)